# Новоженец, Лея Айзиковна
Лея Айзиковна Новоженец (латыш. Leja Novožeņeca, ивр. לאה נובוזינץ‎; 10 октября 1921, Рига — 2012) — латвийский советский скульптор.

## Биография
Родилась в еврейской семье, отец был часовщиком. В 1937—1940 годах училась в Рижском ремесленно-художественном училище. В 1940 году поступила в Латвийскую академию художеств, в 1941 году эвакуирована в советский тыл. В 1942 году вступила в советскую армию в ходе формирования в Горьковской области 201-й Латвийской стрелковой дивизии (в дальнейшем 43-я гвардейская Латышская стрелковая дивизия), служила автоматчиком, затем санитаром. По окончании войны вернулась в Ригу и окончила Академию художеств (1950), дипломная работа «Пионерка» (латыш. Pioniere), руководитель Теодор Залькалнс. В 1950—1952 гг. работала в Академии как заведующая кабинетом марксизма-ленинизма. Выставляется с 1950 года.
На протяжении многих лет работала на Рижской фарфоровой фабрике. Затем занималась преимущественно скульптурными портретами, работала в бронзе и граните. Как монументалист работала вместе с Ливией Резевской над памятником жертвам 1905 года в Кулдиге (1956), стала автором памятника погибшим в море и на Второй мировой войне в городе Салацгрива (1986). Лее Новоженец принадлежат надгробие Жана Липке на рижском Лесном кладбище и памятный камень в честь супругов Липке на Новом еврейском кладбище, памятная доска с портретом (1986) на доме в Виесите, где родился Пауль Страдыньш.
В 1993 году с мужем репатриировалась в Израиль, жила в Афуле.